# François de Lamothe (seigneur)
Pour les articles homonymes, voir François de Lamothe et Lamothe.
François de Lamothe, seigneur de Cambes en Gironde, élu jurat de Bordeaux en 1547, en nommé maire de cette ville par Henri II en 1550 à la suite de la révolte des habitants la Jacquerie des Pitauds.

## Biographie
De famille avec Simon-Antoine Delphin de Lamothe, qui fut professeur en droit bordelais au XVIIIe siècle puis avocat au Parlement de Bordeaux. La révolte éclata dans l'Angoumois à la fin du printemps 1548. Le lieutenant d'Henri d'Albret fut assassiné mais également aux riches. L'exacerbation de la situation conduisit Henri II à ordonner une répression sans pitié, Deux armées royales furent formées, l'une confiée à François d'Aumale, qui descendit depuis Poitiers, l'autre au connétable Anne de Montmorency, qui avança depuis Toulouse vers Bordeaux. 
La répression fut terrible alors que Bordeaux avait ouvert ses portes au connétable, celui-ci désarma la ville il organisa une chambre criminelle. La ville fut privée à perpétuité de ses libertés et dut payer une forte amende. En 1549, cependant, les mesures vexatoires furent adoucies par le roi,.